# Zdravko Rađenović
Zdravko Rađenović, jugoslovanski (srbski) rokometaš, * 5. september 1952, Bačka Palanka.
Leta 1976 je na poletnih olimpijskih igrah v Montrealu v sestavi jugoslovanske rokometne reprezentance osvojil peto mesto.
Čez osem let je z reprezentanco osvojil zlato olimpijsko medaljo.